# Караула
Караула (тур. karawul/karaghul - стражара) је фортификацијски објекат за обезбеђење важних тачака (мостова, тунела, улаза у тврђаве, касарни, магацина) и заштиту државне границе. У тврђавама, караула се, уколико је била подешена за одбрану, називала кордегарда. Осигуравана је капониром који је на крову имао платформу за стражара и звонце. Мање самосталне карауле су се раније звале и куле, а карауле за заштиту граница у Мађарској, Хрватској, Крањској и Корушкој - чардаци.